# Muchtar Tileuberdi

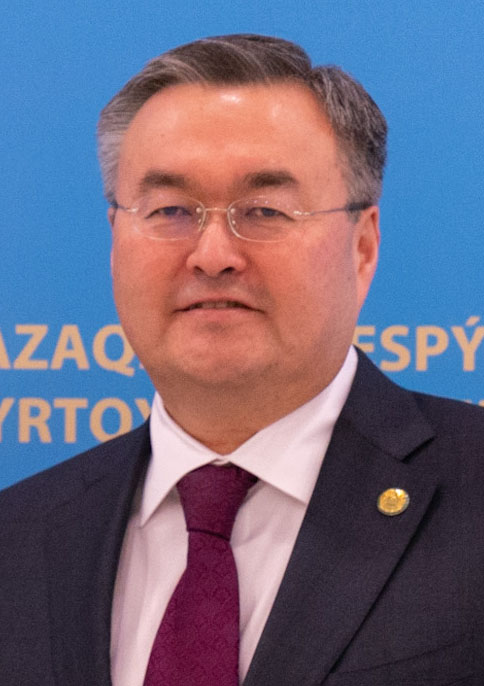
Muchtar Tileuberdi (2020)

Muchtar Beskenuly Tileuberdi (kasachisch Мұхтар Бескенұлы Тілеуберді Mūhtar Beskenūly Tıleuberdı, russisch Мухтар Бескенулы Тлеуберди Muchtar Beskenuly Tleuberdi; * 30. Juni 1968 in Belyje Wody, Kasachische SSR) ist ein kasachischer Diplomat und Politiker. Von 2019 bis 2023 war er kasachischer Außenminister.

## Leben
Muchtar Tileuberdi wurde 1968 Belyje Wody geboren. Er schloss 1991 ein Studium der Philosophie an der Kasachischen Staatlichen Kirow-Universität ab. Nach dem Studium absolvierte er Praktika am Institut für afrikanische und asiatische Studien der Lomonossow-Universität Moskau und am Institut für Linguistik der Yonsei University.
Seine berufliche Laufbahn begann er 1993 als Attaché im kasachischen Außenministerium, wo er zunächst in die Abteilung für asiatische Staaten arbeitete. Zwischen 1996 und 1999 war er Botschaftssekretär an der kasachischen Botschaft in Seoul in Südkorea. Anschließend kehrte er ins Außenministerium zurück, wo er in der Abteilung Asien, Naher Osten und Afrika tätig war und später die Abteilung für bilaterale Zusammenarbeit leitete. Zwischen 2000 und 2001 war er Berater in der kasachischen Präsidialverwaltung und anschließend war Tileuberdi Berater an der Botschaft in Israel. Im Juli 2003 wurde er stellvertretender Außenminister und ab August 2004 wurde er als Botschafter nach Malaysia entsandt. Er leitete die diplomatische Mission in Kuala Lumpur beinahe fünf Jahre lang, bevor er am 7. September 2009 zum Botschafter in der Schweiz ernannt wurde.
Ab März 2016 war er erster stellvertretender Außenminister und ab dem 18. September 2019 war er Außenminister Kasachstans. Seit dem 18. Januar 2021 bekleidete er zusätzlich auch das Amt des stellvertretenden Premierministers im Kabinett Mamin. Am 29. März 2023 wurde er von beiden Positionen entlassen.
Seit dem 14. August 2023 ist er Botschafter Kasachstans in Österreich.

## Persönliches
Tileuberdi ist verheiratet und hat zwei Kinder. Neben Kasachisch und Russisch spricht er auch Englisch, Koreanisch und Japanisch.